# Kongres Szkockich Związków Zawodowych
Kongres Szkockich Związków Zawodowych (ang. Scottish Trades Union Congress, STUC) – szkocka centrala związkowa działająca od 1897. Zrzesza 40 związków zawodowych, które łącznie liczą ponad 550 000 członków.
STUC nie jest organizacyjnie powiązana z brytyjskim Kongresem Związków Zawodowych (TUC), stanowi osobną organizację.

## Historia
STUC powstało w dużej mierze w wyniku sporu politycznego z TUC dotyczącego reprezentacji politycznej ruchu robotniczego. Odbyło się wiele spotkań szkockich rad zawodowych w celu omówienia sytuacji, co zaowocowało utworzeniem STUC podczas kongresu 25-27 marca 1897 w Glasgow w Szkocji. Od samego początku centrala nie konkurował z TUC ani nie była ruchem politycznym, ale starała się zapewnić, aby „w każdym planie dla rządu Szkocji przewidziano takie samo ustawodawstwo przemysłowe stosowane w całej Wielkiej Brytanii”. Utrzymywano bliskie kontakty z TUC i współpracowano, gdy wymagała tego okazja.

## Organizacja
Najwyższym organem STUC jest Rada Generalna wybierana na corocznym kongresie. Zrzeszone w STUC związki zawodowe nominują przedstawicieli do zasiadania w Radzie Generalnej na początku roku. Liczba nominacji, które mogą złożyć, zależy od ilości członków danego związku. Nie wszystkie są reprezentowane w Radzie Generalnej.
Rada Generalna zatrudnia ponad 30 członków personelu. Zespołem personelu kieruje Sekretarz Generalny wspierany przez dwóch Zastępcy Sekretarza Generalnego.